# 善竹隆司
善竹 隆司（ぜんちく たかし)は、狂言方大蔵流能楽師。

## 経歴
二世善竹彌五郎の長男で父に師事。狂言方初の人間国宝・初世善竹彌五郎の曾孫にあたる。5歳の時、狂言「靱猿」で初舞台。「三番三」「那須語」「釣狐」「花子」を披演する。
「善竹兄弟狂言会」を弟の隆平とともに主催。
手塚治虫作品「ブラック・ジャック」を原作に、新作狂言「勘当息子」「老人と木」を制作上演する。
追手門学院「上町学プロジェクト」に於いて大阪の地名由来を描いた新作狂言「おさか」を制作上演する。
兵庫県立宝塚北高等学校演劇科講師　
大阪芸術大学舞台芸術学科講師。
日本能楽会会員。
平成10年度「神戸ブルーメール賞」
平成15年度「兵庫県芸術奨励賞」
平成15年度「大阪文化祭奨励賞」
第3回「神戸キワニス文化賞」
平成23年度「大阪文化祭賞」受賞
平成24年度大阪市「咲くやこの花賞」受賞
平成29年度「文化庁芸術祭優秀賞」〈演劇部門〉受賞。